# Francis Demarthon
Francis Demarthon (Francia, 8 de agosto de 1950) es un atleta francés retirado especializado en la prueba de 800 m, en la que consiguió ser medallsita de bronce europeo en 1978.

## Carrera deportiva
En el Campeonato Europeo de Atletismo de 1978 ganó la medalla de bronce en los 800 metros, con un tiempo de 45.97 segundos, llegando a meta tras el alemán Franz-Peter Hofmeister (oro con 45.73 segundos) y el checoslovaco Karel Kolář (plata con 45.77 segundos).